# Raphaël Saint-André
Pour les articles homonymes, voir Saint-André.

a Compétitions nationales et continentales officielles uniquement.

Dernière mise à jour le 4 janvier 2024.
Raphaël Saint-André, né le 11 mai 1971 à Romans-sur-Isère, est un joueur français de rugby à XV qui évolue au poste de centre. Il est ensuite devenu entraîneur, et occupe entre autres le poste de sélectionneur des équipes nationales de Hongrie et de Russie.
Son frère Philippe, joueur avant de se reconvertir en tant qu'entraîneur, a joué à ses côtés à Montferrand.

## Biographie

### En tant que joueur
Formé à l'US Romans Péage, où il joue son premier match en première division à 17 ans[réf. nécessaire], Saint-André dispute une finale de championnat de France sous les couleurs de Montferrand en 1994. Il joue 123 matchs avec l'ASM.
Il fut international B, junior, militaire et universitaire[réf. nécessaire].
En 1997, il rejoint le Gloucester RFC avec son frère Philippe dans le championnat anglais ou il joua une vingtaine de match à l'aile. Philippe prendra ensuite la charge du club en tant qu'entraîneur et Raphaël quitta le club en direction de Lyon, pour ne pas être dirigé par son frère.
Il reste trois saisons au sein du Lyon OU, puis quatre au CS Lons avant de prendre sa retraite de joueur.

### En tant qu'entraîneur

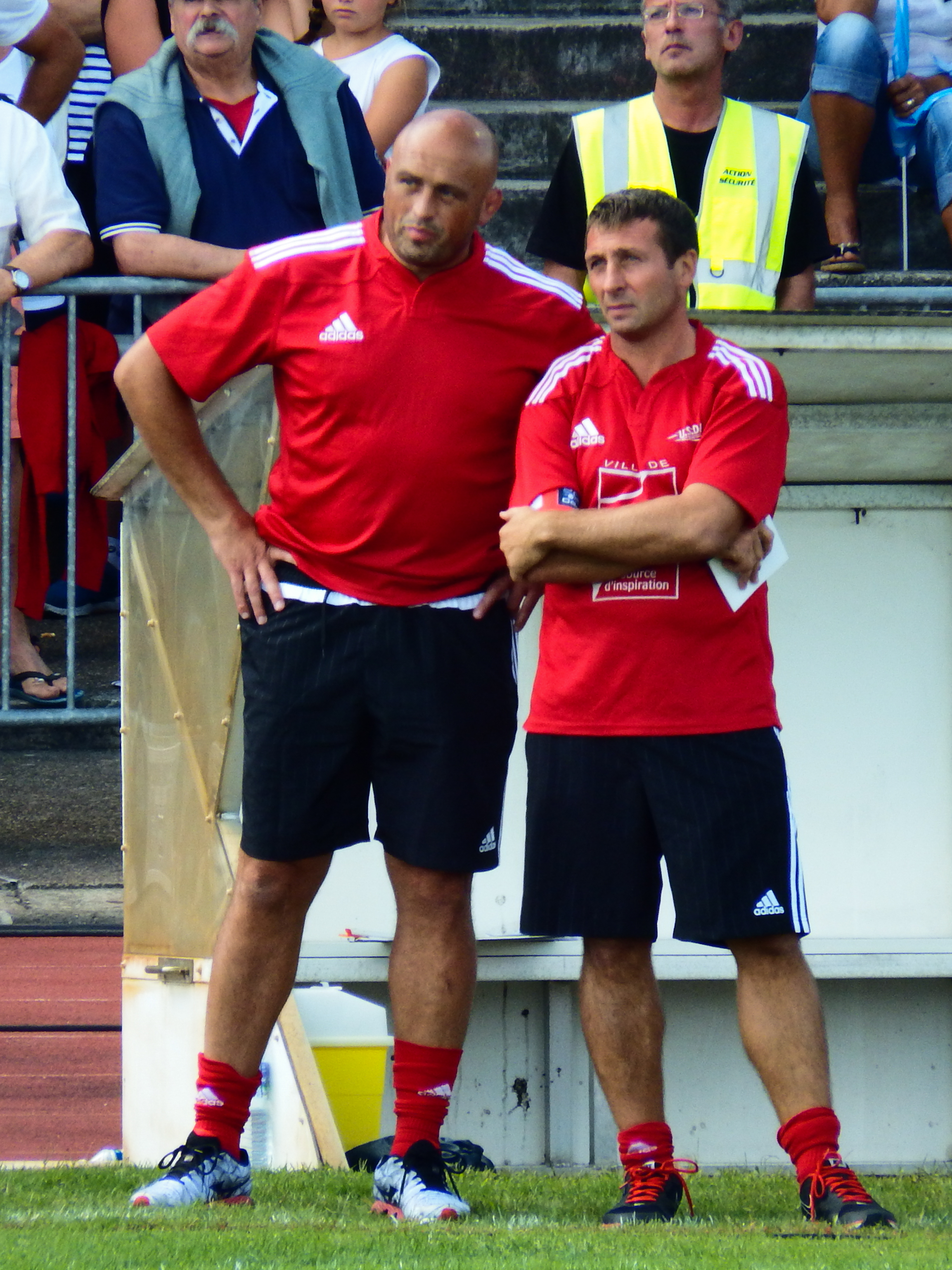
Raphaël Saint-André et Patrick Furet sont les entraîneurs principaux de l'US Dax de 2015 à 2018.

Revenu en France, il devient ensuite entraîneur-joueur à Lons-le-Saunier, puis à l'Association sportive de Villeurbanne et de l'Éveil lyonnais, club de Fédérale 2, qu'il mène à l'accession en Fédérale 1 en 2006-2007.
Il signe au Lyon OU en Pro D2 pour la saison 2007-2008. Il est entraîneur des arrières aux côtés de Matthieu Lazerges, entraîneur des avants. Ils accèdent en Top 14 à la fin de la saison 2010-2011, le staff est alors restructuré, il devient directeur sportif, Matthieu Lazerges, entraîneur et Pascal Peyron, entraîneur des avants. Il quitte le club à la suite de sa relégation la saison suivante.
Il intervient depuis octobre 2012 auprès de l'équipe nationale de Hongrie en qualité de consultant technique.
En janvier 2014, il rejoint le staff technique de l'équipe nationale de Russie pour préparer les Ours (qui ont disputé le Mondial 2011) aux prochaines échéances internationales. Il devient sélectionneur de la Russie, mais ne réussissant pas à se qualifier pour la Coupe du monde 2015, il est limogé de son poste de sélectionneur en décembre 2014, après avoir mené « les ours » au dernier tour des qualifications pour le mondial 2015, concédé contre l’Uruguay.
Il officie aussi en tant que consultant pour le groupe Canal +, pendant deux saisons de 2012 à 2015[réf. nécessaire].
En juin 2015, la signature de Raphaël Saint-André en tant qu'entraîneur des lignes arrières de l'US Dax est officialisée. Il déclare honorer son contrat quelle que soit la division, alors que le club landais ne sait dans laquelle il évoluera deux mois plus tard, sportivement relégué en Fédérale 1 mais encore potentiellement repêché en Pro D2. À partir de la saison 2017-2018, il occupe à la fois le rôle d'entraîneur des arrières et celui de manager, ce dernier étant vacant depuis le départ annoncé du directeur sportif Jérôme Daret. Après la relégation du club au terme de cette saison, il décide de quitter ses fonctions.
Éloigné des terrains de rugby depuis son épisode dacquois, il se reconvertit ensuite en tant que restaurateur, gérant deux établissements sur la côte landaise, à Capbreton et Soorts-Hossegor,.
En décembre 2023, il intègre l'encadrement technique de l'équipe de Roumanie dirigé par David Gérard, en tant qu'entraîneur des lignes arrières.

## Carrière

### En tant qu'entraîneur

#### En club
| Saison    | Club         | Division   | Poste               | Classement                        | Coupe d'Europe | Challenge européen |
| --------- | ------------ | ---------- | ------------------- | --------------------------------- | -------------- | ------------------ |
| 2001-2002 | CS Lons Jura | Fédérale 1 | Entraîneur          | -                                 | -              | -                  |
| 2002-2003 | CS Lons Jura | Fédérale 1 | Entraîneur          | -                                 | -              | -                  |
| 2003-2004 | CS Lons Jura | Fédérale 1 | Entraîneur          | 2e de la poule 1                  | -              | -                  |
| 2004-2005 | CS Lons Jura | Fédérale 1 | Entraîneur          | 4e de la poule 1                  | -              | -                  |
| 2005-2006 | CS Lons Jura | Fédérale 1 | Entraîneur          | 8e de la poule 2                  | -              | -                  |
| 2006-2007 | ASVEL        | Fédérale 2 | Entraîneur          | Accession en Fédérale 1           | -              | -                  |
| 2007-2008 | Lyon OU      | Pro D2     | Arrières            | 4e, éliminé en demi-finale        | -              | -                  |
| 2008-2009 | Lyon OU      | Pro D2     | Arrières            | 6e                                | -              | -                  |
| 2009-2010 | Lyon OU      | Pro D2     | Arrières            | 2e, éliminé en finale d'accession | -              | -                  |
| 2010-2011 | Lyon OU      | Pro D2     | Arrières            | Champion de France Pro D2         | -              | -                  |
| 2011-2012 | Lyon OU      | Top 14     | Directeur sportif   | 14e                               | -              | Éliminé en poule   |
| 2015-2016 | US Dax       | Pro D2     | Arrières            | 15e                               | -              | -                  |
| 2016-2017 | US Dax       | Pro D2     | Arrières            | 14e                               | -              | -                  |
| 2017-2018 | US Dax       | Pro D2     | Arrières et manager | 15e                               | -              | -                  |

#### En équipe nationale
| Année | Sélection | Tournoi                          | Poste         | Classement IRB à la fin de l'année | Tournoi | Coupe du monde |
| ----- | --------- | -------------------------------- | ------------- | ---------------------------------- | ------- | -------------- |
| 2014  | Russie    | Championnat européen des nations | Sélectionneur | 19e                                | 3e      | -              |

## Palmarès

### En tant que joueur
- Championnat de France :
  - Finaliste (1) : 1994.
- Challenge Yves du Manoir :
  - Finaliste (1) : 1994.

### En tant qu'entraîneur
- Championnat de France de 2e division :
  - Champion : 2011.
  - Finaliste : 2010.
- Championnat de France de 2e division fédérale :
  - Accession en Fédérale 1 : 2007.